# Feld (Odenthal)
Feld ist ein Ortsteil in Oberodenthal in der Gemeinde Odenthal im Rheinisch-Bergischen Kreis. Er liegt an einer Abzweigung der Neschener Straße (L 310) nordwestlich von Neschen. Dort ist ein unter Denkmalschutz stehendes, großes, steinernes Wegekreuz mit Kruzifix aus dem Jahr 1911 aufgestellt.

## Geschichte
Aus einer Urkunde vom 22. Juli 1351 erfahren wir, dass die Eheleute Heinrich und Adelheid „von Feld“ dem Kloster Altenberg eine Wiese am groize Bruch verpfändeten. Später hatten ihre Erben an die Abtei Abgaben zu leisten. Aus der Hofstelle Feld entwickelte sich im Laufe der Zeit die heutige Ortschaft Feld. Aus einer erhaltenen Steuerliste von 1586 geht hervor, dass die Ortschaft Teil der Honschaft Breidbach im Kirchspiel Odenthal war.
Die Topographia Ducatus Montani des Erich Philipp Ploennies, Blatt Amt Miselohe, belegt, dass der Wohnplatz 1715 als Vielhof kategorisiert wurde und mit Feld bezeichnet wurde.
Carl Friedrich von Wiebeking benennt die Hofschaft auf seiner Charte des Herzogthums Berg 1789 als Feld. Aus ihr geht hervor, dass Feld zu dieser Zeit Teil von Obderodenthal in der Herrschaft Odenthal war.
Unter der französischen Verwaltung zwischen 1806 und 1813 wurde die Herrschaft aufgelöst und Feld wurde politisch der Mairie Odenthal im Kanton Bensberg zugeordnet. 1816 wandelten die Preußen die Mairie zur Bürgermeisterei Odenthal im Kreis Mülheim am Rhein.
Der Ort ist auf der Topographischen Aufnahme der Rheinlande von 1824, auf der Preußischen Uraufnahme von 1840 und ab der Preußischen Neuaufnahme von 1892 auf Messtischblättern regelmäßig als Feld oder ohne Namen verzeichnet. Die Ortschaft gehörte währenddessen zur katholischen Pfarre Odenthal, ab 1915 zur Pfarre Altenberg.
| Jahr | Einwohner | Wohn- gebäude | Kategorie  |
| ---- | --------- | ------------- | ---------- |
| 1830 | 49        |               | Ackergut   |
| 1845 | 48        | 9             | Ackergüter |
| 1871 | 54        | 10            | Hofstelle  |
| 1885 | 60        | 11            | Ortschaft  |
| 1895 | 41        | 8             | Ortschaft  |
| 1905 | 32        | 8             | Ortschaft  |

1965 wurden 9 km Versorgungsleitungen zur Wasserversorgung in und um Odenthal verlegt. Davon profitierte auch Feld.

## Umgebung
Westlich von Feld liegt das rund 24 ha große Naturschutzgebiet Pfengstbach, das über einen Weg in Verlängerung der Erschließungsstraße in westlicher Richtung erreicht werden kann.

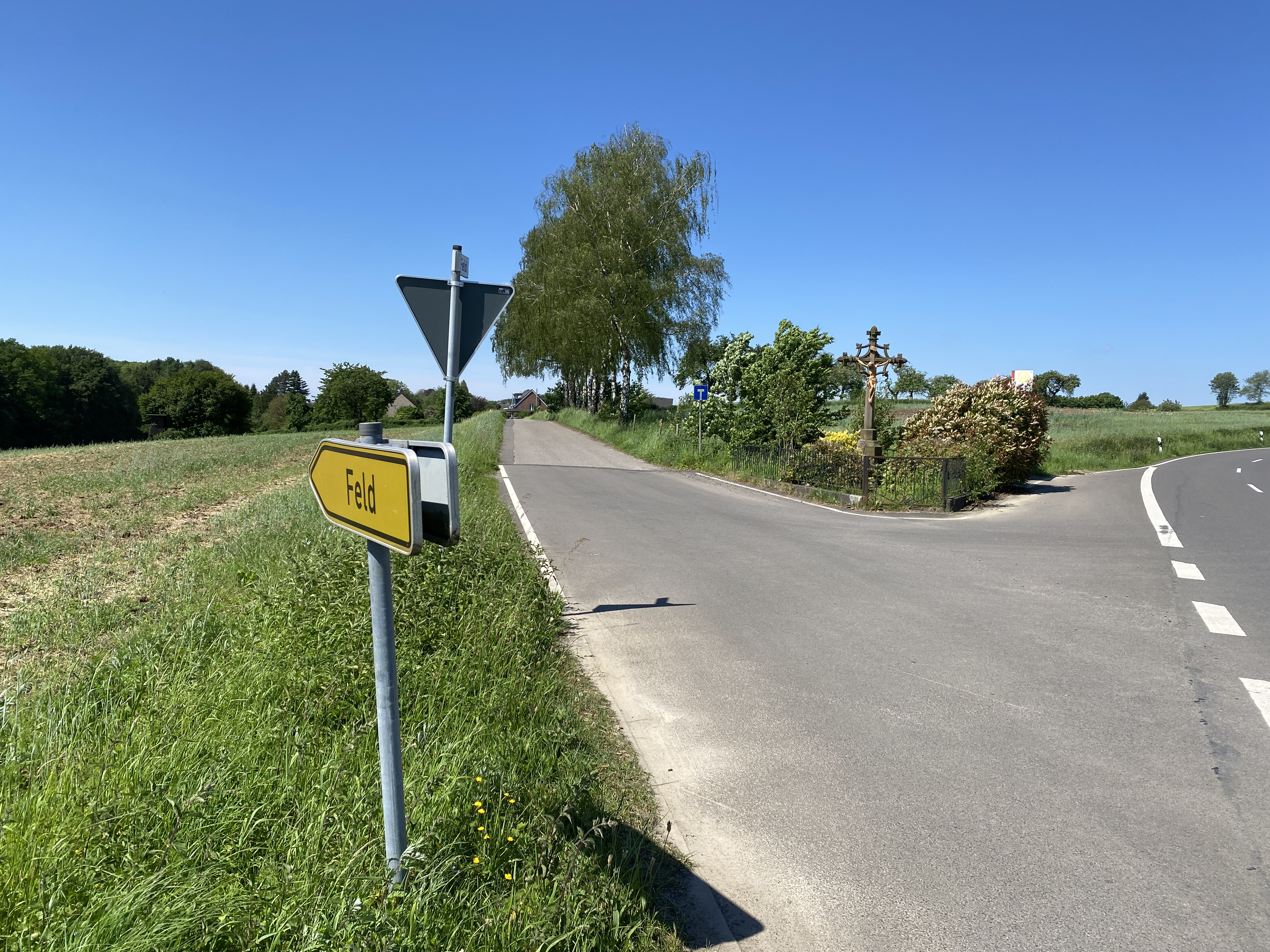
Wegekreuz an der Abfahrt von der L 310 nach Feld
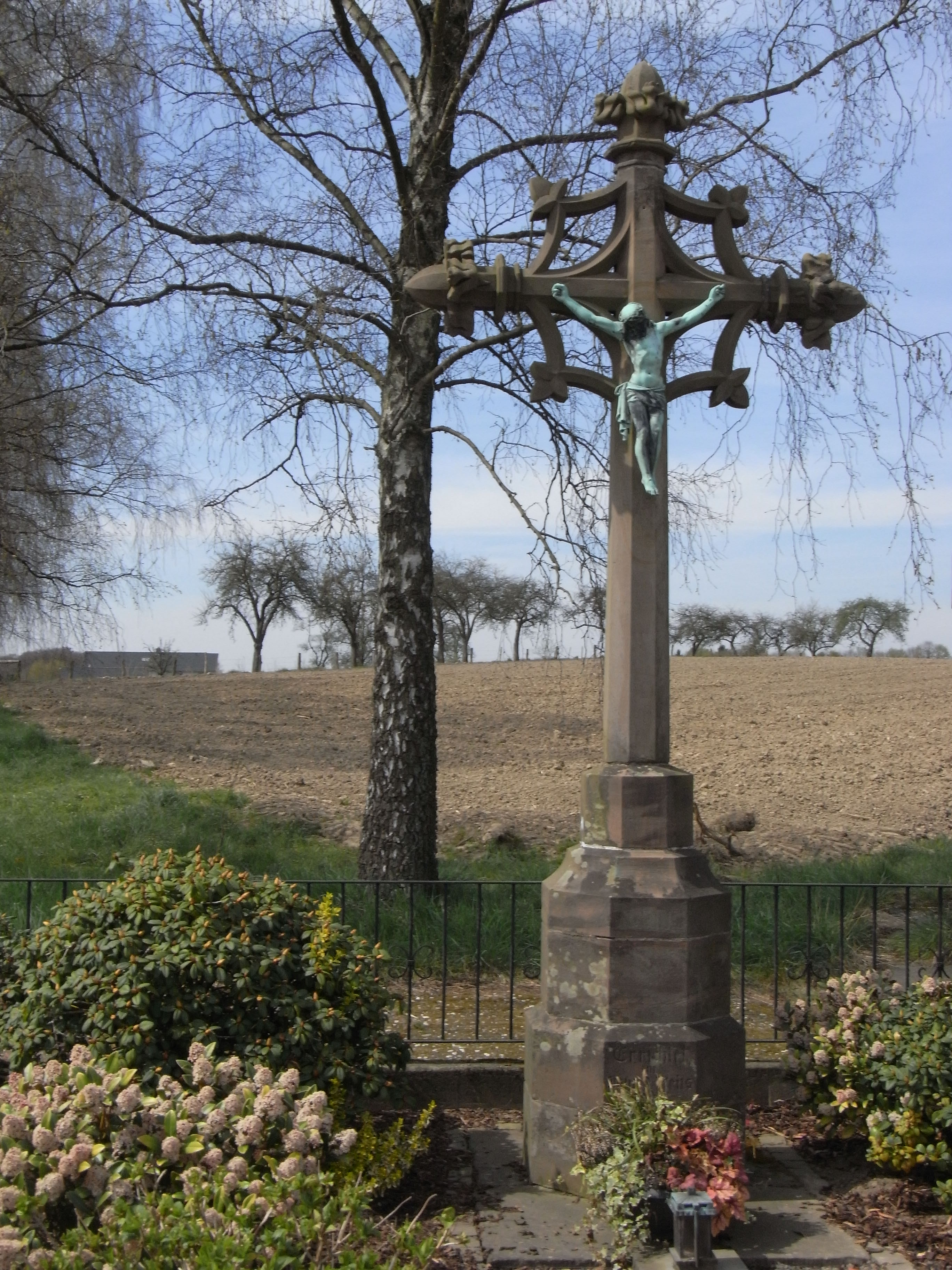
Baudenkmal Wegekreuz Feld
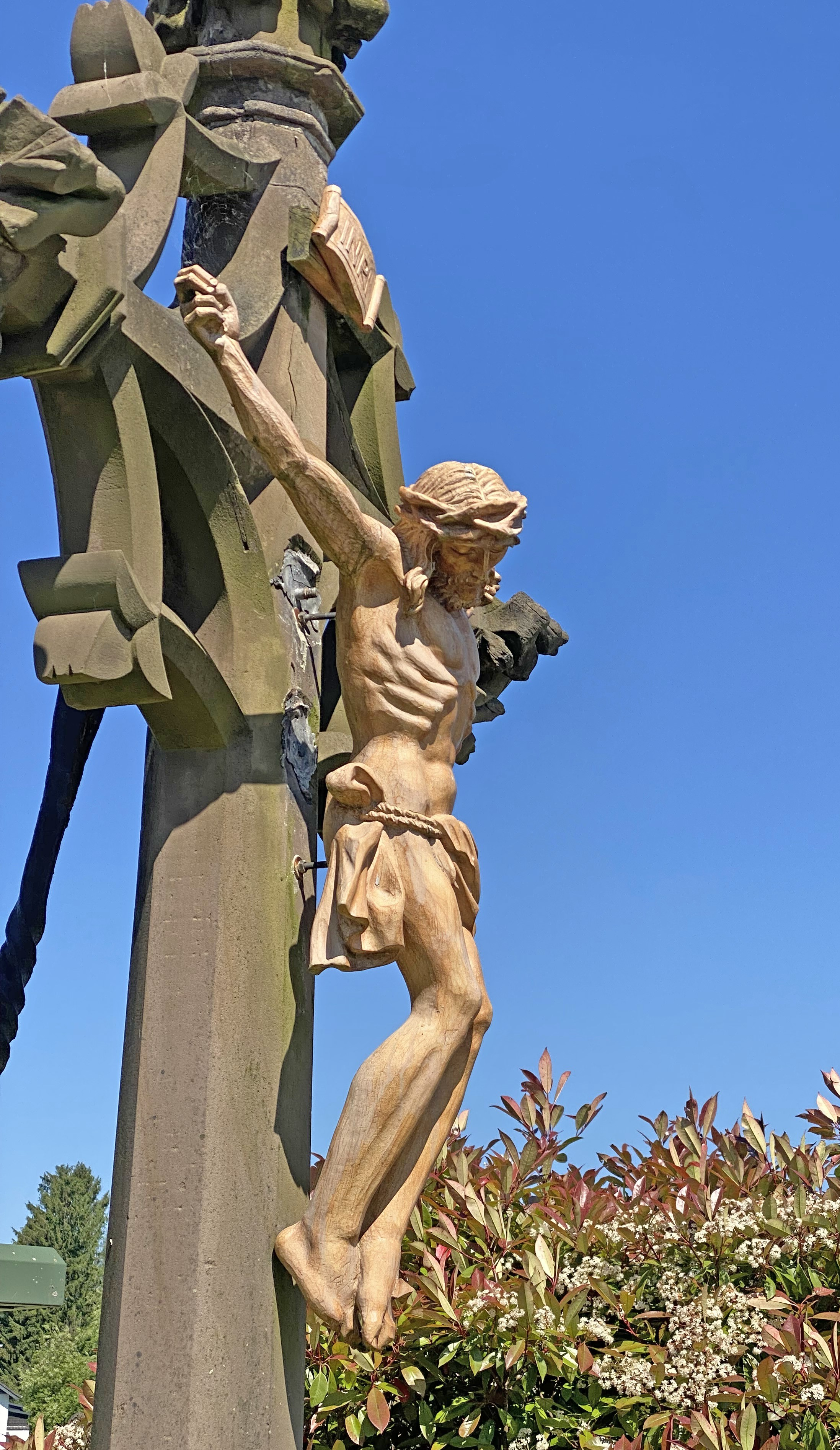
Wegekreuz Feld
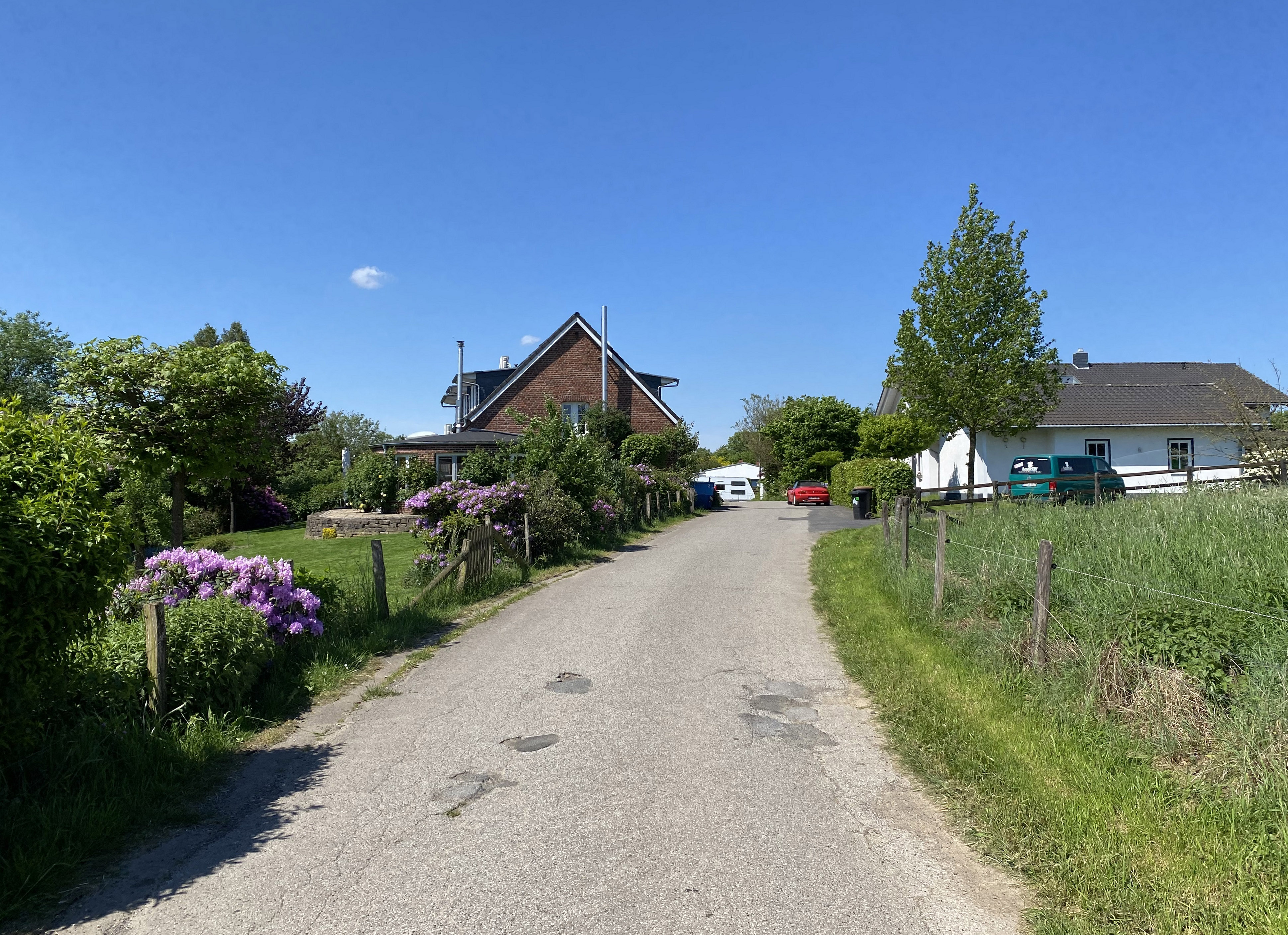
Ortseingang Feld
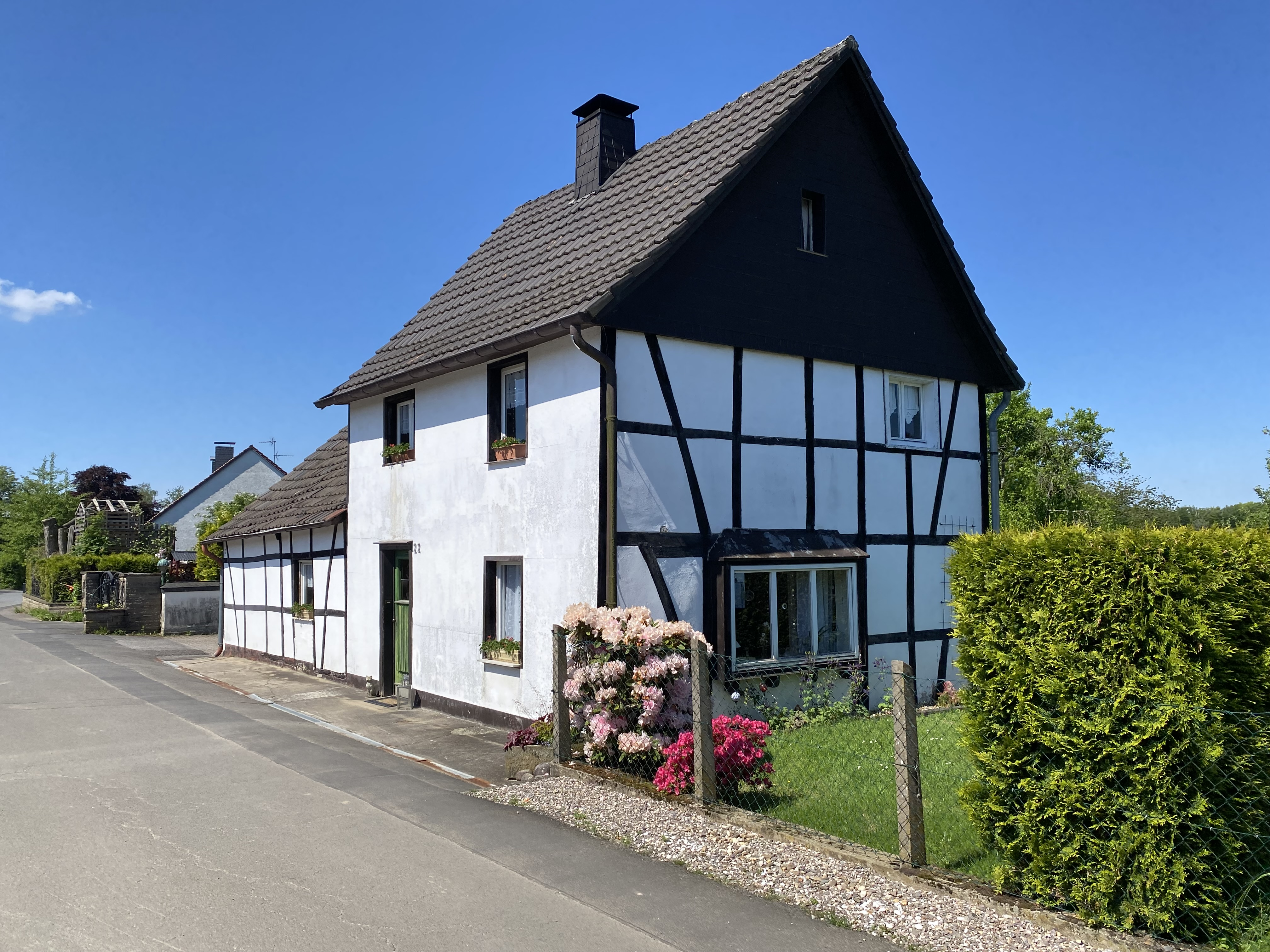
Fachwerkhaus in Feld
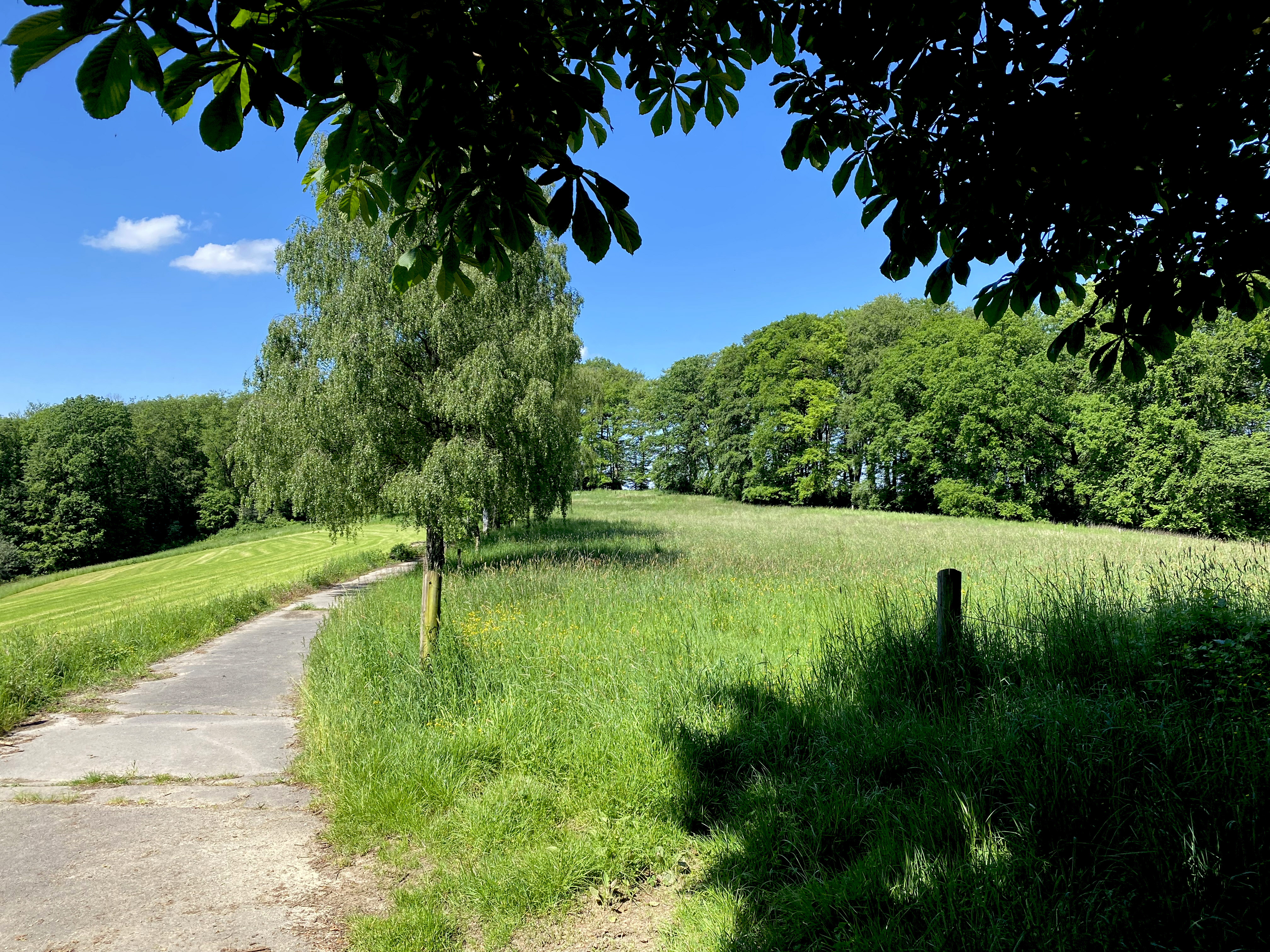
Weg von Feld ins Pfengstbachtal